# Kaspar Hauser
Kaspar Hauser (provável 30 de abril de 1812 – Ansbach, Mittelfranken, 17 de dezembro de 1833) foi uma criança abandonada, envolta em mistério, encontrada na praça Unschlittplatz em Nuremberg, Alemanha do século XIX, com alegadas ligações com a família real de Baden.

## A vida de Kaspar Hauser

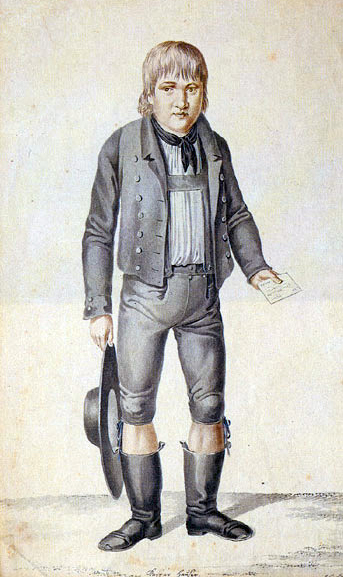
Kaspar Hauser.

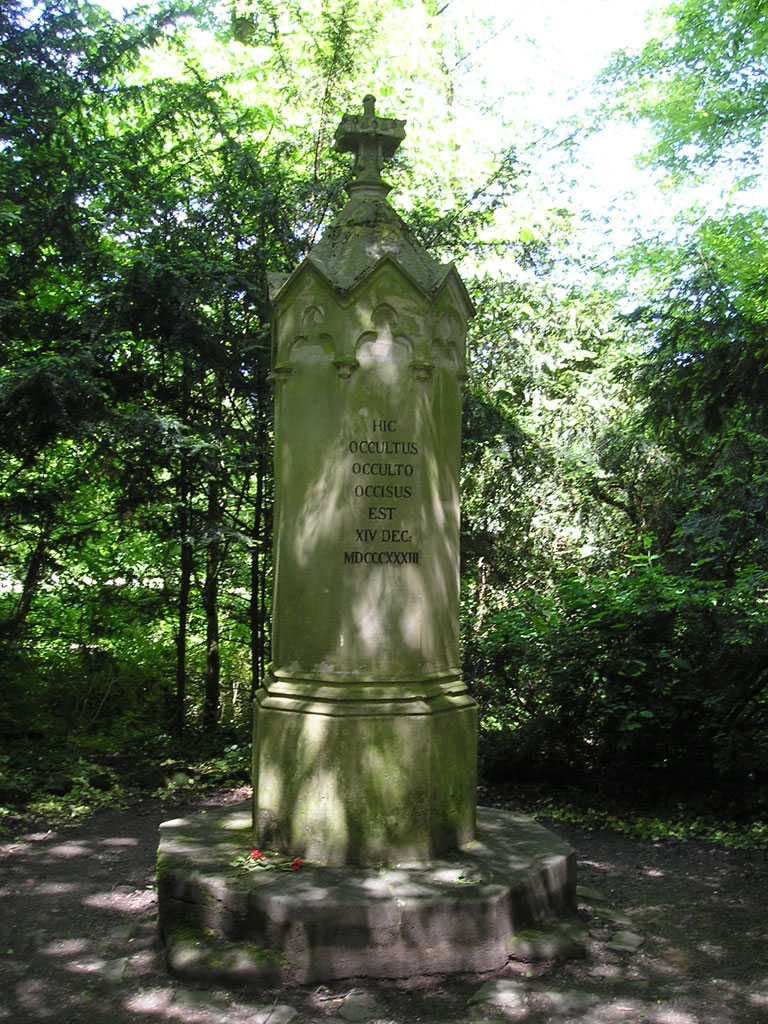
Memorial no local do atentado contra Kaspar Hauser nos jardins do Castelo de Ansbach.

Kaspar Hauser tornou-se conhecido na Alemanha ao afirmar que havia passado toda a sua vida em uma masmorra, sem contato com humanos, sendo alimentado apenas com pão e água. O jovem, supostamente com quinze anos de idade, apareceu em uma praça pública de Nuremberg, em 26 de maio de 1828, com apenas uma carta endereçada a um capitão da cidade, explicando parte de sua história, um pequeno livro de orações, entre outros itens que indicavam que ele provavelmente pertencia a uma família da nobreza. Hauser tornou-se o centro das atenções de Nuremberg e, em pouco tempo, surgiram rumores de que deveria ser o príncipe herdeiro da família real de Baden, no sudoeste da Alemanha, que havia sido roubado do berço em 1812.
Como passou quase toda a sua vida aprisionado numa cela, não tendo contato verbal com nenhuma outra pessoa, não conseguia se expressar em um idioma. Porém, logo lhe foram ensinadas as primeiras palavras e, com o seu posterior contato com a sociedade, ele pôde pausadamente aprender a falar, da mesma maneira que uma criança. Afinal, ele havia sido destituído somente de uma língua, que é um produto social da faculdade de linguagem, não da própria faculdade em si. A exclusão social de que foi vítima não o privou apenas da fala, mas de uma série de conceitos e raciocínios, o que fazia, por exemplo, que Hauser não conseguisse diferenciar sonhos de realidade durante o período em que passou aprisionado.
Entre as idiossincrasias originadas pelos seus anos de solidão, Hauser odiava comer carne e beber álcool, já que aparentemente havia sido alimentado basicamente por pão e água. Aprendeu a falar, a ler e a se comportar, e a sua fama correu a Europa, tendo ficado conhecido, à época, como o "filho da Europa". Obteve um desenvolvimento do lado direito do cérebro notoriamente maior que o do esquerdo, o que teoricamente lhe proporcionou avanços consideráveis no campo da música.
Kaspar Hauser viveu com alguns tutores até ser assassinado com uma facada no peito, em dezembro de 1833, nos jardins do palácio de Ansbach. As circunstâncias e motivações ou a autoria do crime jamais foram esclarecidas, apesar da recompensa de 10.000 Gulden (c. 180.000,00 Euros) oferecida pelo rei Luís I da Baviera para quem pegasse o assassino.
A sua história foi representada no filme de Werner Herzog, "Jeder für sich und Gott gegen alle" (em língua portuguesa, "Cada um por si e Deus contra todos"), de 1974, lançado em português com o título "O Enigma de Kaspar Hauser".
A bibliografia destinada a desvendar a real identidade de Kaspar Hauser é composta por mais de 400 livros e 2 mil artigos. Alguns biógrafos são a favor da teoria do príncipe e outros, de que Hauser era um garoto que foi abandonado na cidade e inventou a história da masmorra para despertar a generosidade alheia.
Para esses historiadores, a história da masmorra não faz sentido, uma vez que o jovem teve um bom desenvolvimento físico e mental, algo que não poderia acontecer vivendo em uma prisão pequena e escura, sendo alimentado todos esses anos apenas com pão e água.
Em relação à sua procedência real, em 1996, a revista alemã "Der Spiegel' patrocinou um exame de DNA para comprovar a história. Uma mancha de sangue na roupa de Kaspar Hauser, guardada em um museu alemão, foi comparada ao DNA da realeza de Baden, e o resultado foi que eles não têm relação.
De acordo com historiadores mais recentes, é provável que Kaspar Hauser tenha sido o filho ilegítimo de alguma família respeitável, criado em alguma fazenda isolada e abandonado na cidade quando os parentes não quiseram mais o manter. Contar uma história fantástica sobre como foi maltratado teria sido uma estratégia para comover as pessoas e conseguir dinheiro, amigos e fama. O escritor Jan Bondeson afirma em seu livro "Os Grandes Impostores" que “a história de Kaspar Hauser tem alguns temas característicos dos contos de fadas tradicionais: o príncipe aprisionado, o ingênuo com poderes extraordinários, o órfão à procura de suas verdadeiras origens. Na literatura e nas artes, Kaspar Hauser adquiriu vida própria”.